# Ministère des Services civils
Le ministère des Services civils (式部省, Shikibu-shō) est une division du gouvernement de la cour impériale de Kyoto au VIIIe siècle. Instituée pendant la période Asuka et formalisé durant l'époque de Heian, le ministère est remplacé au cours de l'ère Meiji.

## Vue générale
Cette partie de la bureaucratie a été diversement désignée comme le « ministère des Services civils », le « ministère de la Direction législative et de l'Instruction publique » et le « ministère de l'Administration civile » ou « ministère des Rites ».
Les activités du ministère comprennent l'entretien des listes de fonctionnaires civils, le contrôle des nominations à des fonctions et rangs (troisième catégorie et au-dessus) et serviteurs dans le palais impérial, et l'administration des récompenses pour le service. Le ministère est par ailleurs un organe administratif pour les écoles et les examens civils, les pensions et les dons ; il est chargé de maintenir l'ordre de priorité des différents responsables au moment des occasions de félicitations et de festivals.
Ce ministère collecte et conserve les archives biographiques des sujets méritants.

## Histoire
En 758, ce ministère est renommé Mombushō. Le nom original est restauré en 764 et reste inchangé jusqu'à l'abandon du système ritsuryō durant l'ère Meiji.
À l'époque d'Edo, les titres associés au Shikibu-shō, tels que shikibu-dayū, sont en, grande partie cérémonieux et peuvent être portés par des non-kuge, comme les daimyos.

## Hiérarchie
La hiérarchie de cour crée un ministère des Services civils (式部省,, Shikibu-shō) aussi appelé « ministère de la Direction législative et de l'Instruction publique ». Ce ministère collecte et conserve les archives biographiques des sujets méritants. Parmi les fonctionnaires officiels daijō-kan importants au sein de cette structure du ministère se trouvent :
- administrateur en chef du ministère de la fonction publique (式部卿, shikibu-kyō?)[7], également appelé ministre en chef de l'Instruction publique. Cette fonction est habituellement occupée par un fils ou un proche parent de l'empereur. Il y a sept juges qui aident directement ce fonctionnaire de la cour[8] :
- juge en chef (式部大輔, shikibu-taifu?)[8] ;
  - premier juge associé (式部少輔, shikibu-no-shō?)[8] ;
  - deuxièmes juges associés (式部大丞, shikibu-no-dai-shō?), deux postes[8] ;
  - troisièmes juges associés (式部少丞, shikibu-no-shō-shō?), deux postes[8] ;
  - arbitres suppléants (式部録, shikibu-no-sakan?), deux postes, l'un supérieur à l'autre[8] ;
    - principal arbitre suppléant (式部大録, shikibu-no-dai-sakan?)[8] ;
    - arbitre secondaire suppléant (式部少録, shikibu-no-shō-sakan?)[8] ;
- expert en chef de l'éducation (大学頭, daigaku-no-kami?)[8] ;
- experts en chef de l'histoire de la Chine et du Japon (紀伝博士, kiden-hakase?)[8] ;
- experts en chef des œuvres classiques chinoises (明経博士, myōgyō-hakase?)[8] ;
- experts en chef de la jurisprudence du Japon et de la Chine (明法博士, myōbō-hakase?)[8] ;
- experts en chef des mathématiques (算博士, san-hakase?)[8] ;
- calligraphe en chef de la cour (文章博士, monjō-hakase?). Il y avait de nombreux calligraphes copistes travaillant sous la direction du calligraphe en chef[8] ;
  - premier assistant du calligraphe en chef de la cour (助教, jokyō?)[8] ;
- instructeurs de littérature japonaise et chinoise (直講, chok'kō?), deux postes[8] ;
- instructeurs en prononciation des mots (音博士, on-hakase?), deux postes[8] ;
- instructeurs en calligraphie (書博士, sho-hakase?), deux postes[8].

## Sources de la traduction
- (en) Cet article est partiellement ou en totalité issu de l’article de Wikipédia en anglais intitulé « Shikibu-shō » (voir la liste des auteurs).